# 3941 Гайдн
3941 Гайдн (3941 Haydn) — астероїд головного поясу, відкритий 27 жовтня 1973 року.
Тіссеранів параметр щодо Юпітера — 3,276.